# Walter Carnielli
Walter Alexandre Carnielli (Campinas, 11 de janeiro de 1952) é um matemático, lógico e filósofo brasileiro.
É professor de lógica na Universidade Estadual de Campinas, onde foi bacharel mestre e doutor, em 1984, orientado por Newton da Costa. Pós-doutorado na Universidade da Califórnia em Berkeley, convidado por Leon Henkin.